# Zhongnanhai (cigarette)

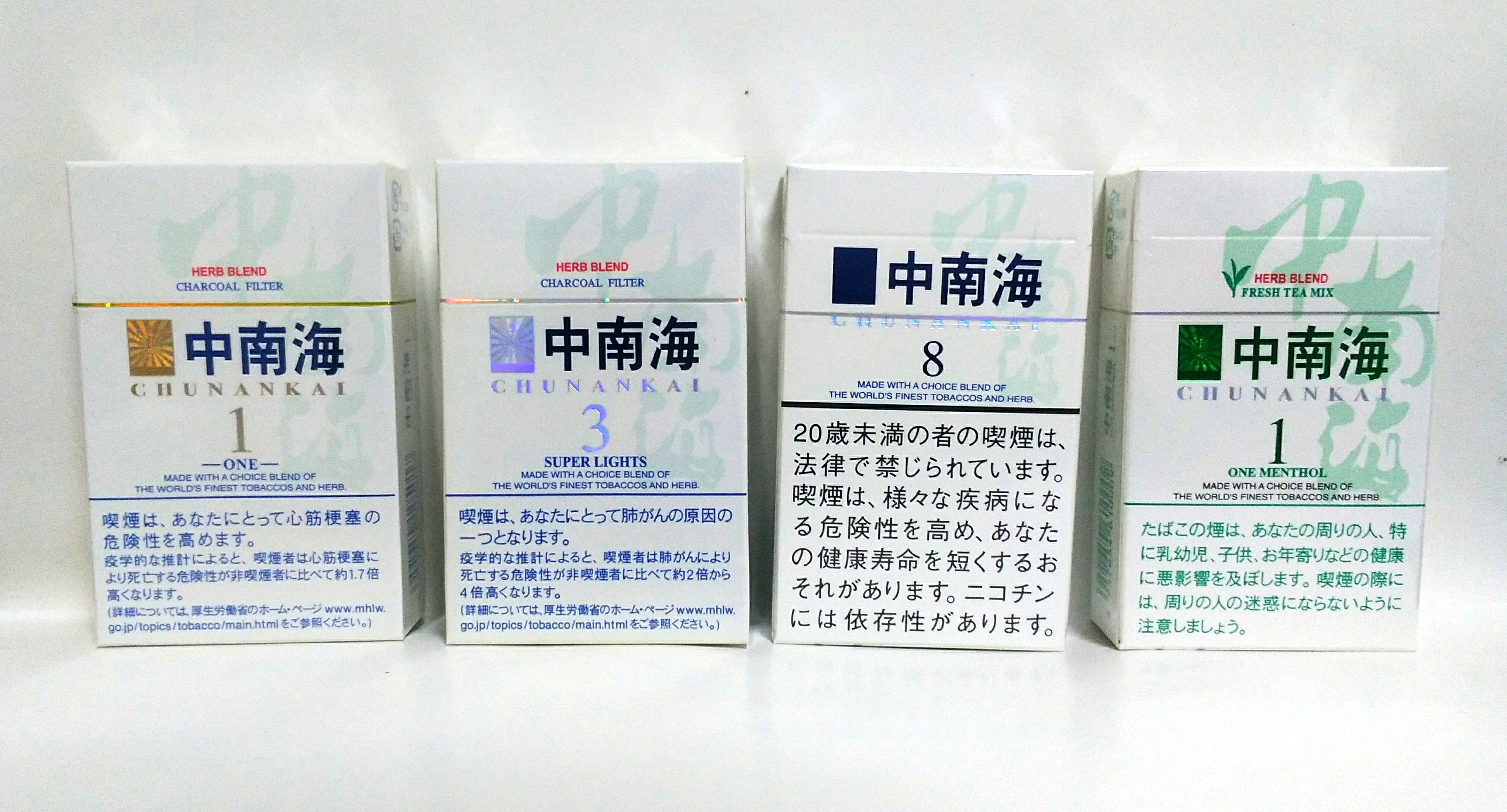
Paquets de cigarettes de la marque Zhongnanhai

Zhongnanhai (中南海) est une marque de cigarettes produite en Chine par China National Tobacco Corporation et particulièrement populaire à Pékin.
Cette marque est aussi réputée pour avoir conçu des modèles aux goûts du timonier Mao Zedong dans les années 1960.